# 김정현 (야구 선수)
김정현(1979년 5월 27일 ~ )은 KBO 리그 전 롯데 자이언츠의 내야수이다.

## 출신학교
- 마산상업고등학교
- 경성대학교 (1998학번)